# Erythrina speciosa

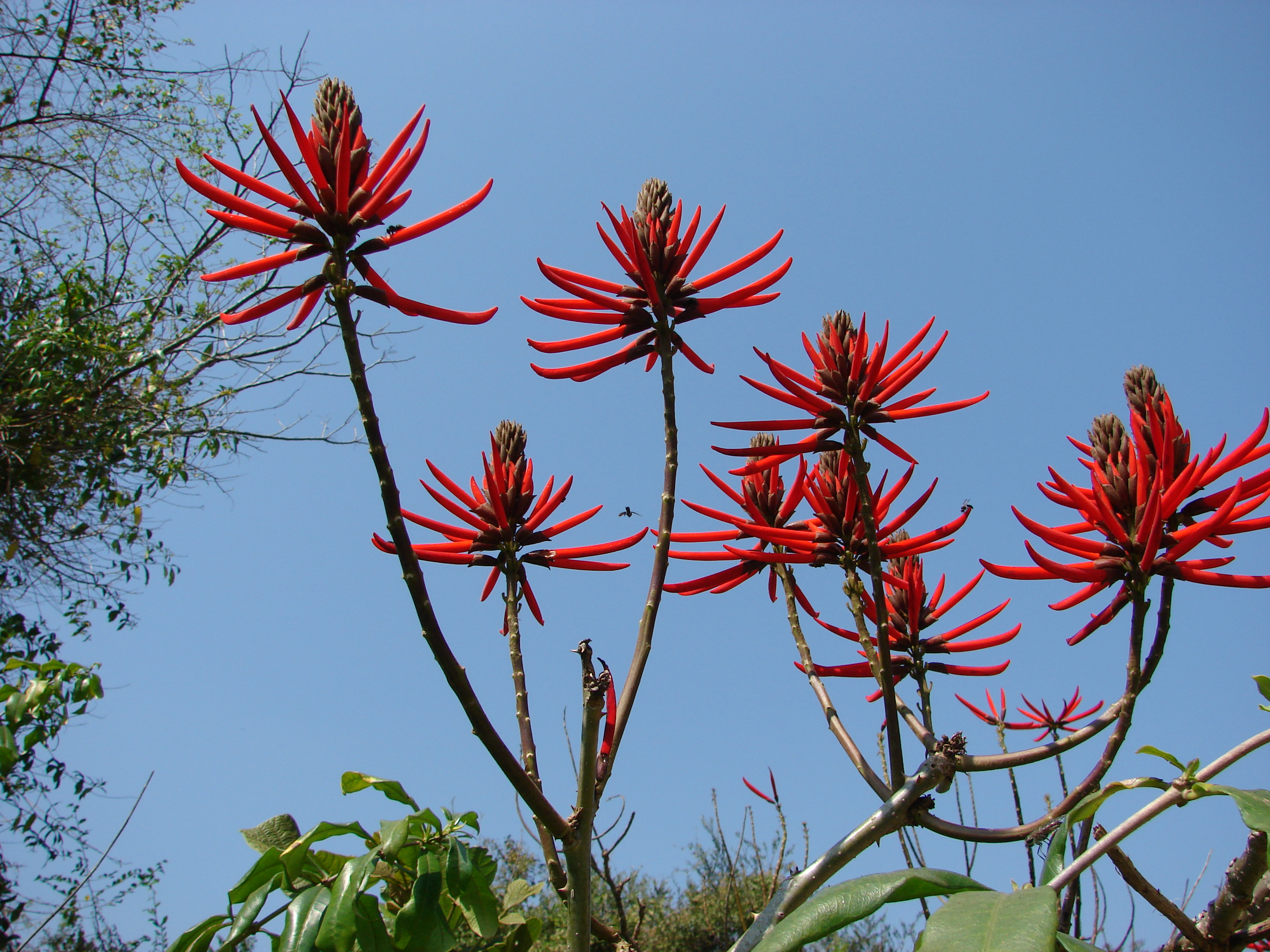
Virágai (környül más növény leveleivel)

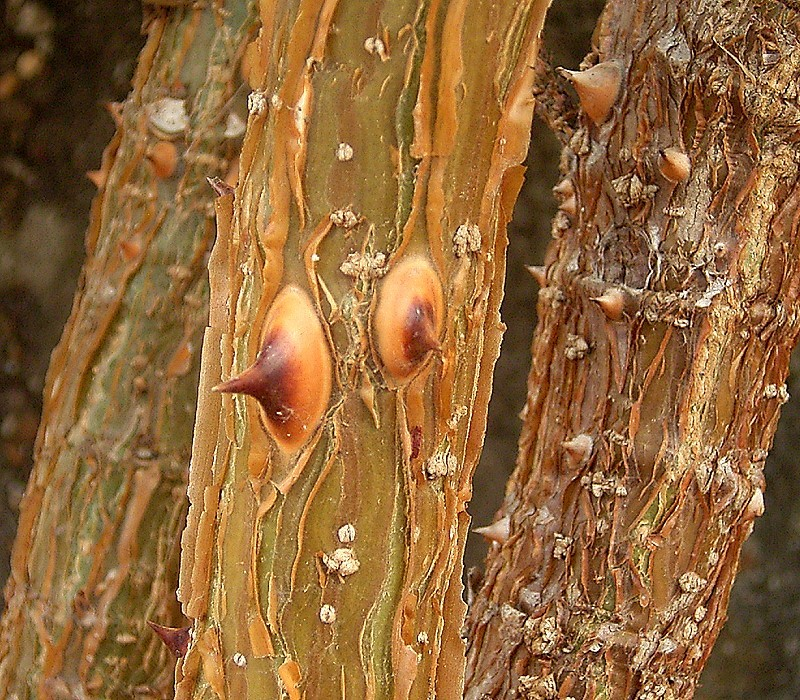
Tövises törzse

Az Erythrina speciosa a hüvelyesek (Fabales) rendjébe tartozó pillangósvirágúak (Fabaceae)családjában a bükkönyformák (Faboideae) közé tartozó korallfa (Erythrina) nemzetség egyik faja.

## Származása, elterjedése
Dél-Brazíliából származik. Meghonosították a világ több trópusi, illetve szubtrópusi éghajlatú vidékén. Madeirán a sziget déli partvidékén a tengerszinttől 300 m-ig parkokban, kertekben ültetik.

## Megjelenése, felépítése
Felálló ágú, lombhullató cserje, vagy mintegy 5 m magasra növő kis fa. Kérge vastag, bordázott. Szárán végig tövisek nőnek.
Levelei szív alakúak.
Korallpiros virágai többnyire kis csoportokban nőnek az ágvégeken; a felálló virágzat többé-kevésbé kúp alakú.

## Életmódja, élőhelye
Lombhullató, gyorsan növekszik. Virágai a rügyfakadás előtt nyílnak. Januártól áprilisig virágzik.

## Felhasználása
Dísznövénynek ültetik.